# Hydroskelett-Theorie
Die Hydroskelett-Theorie ist eine bereits in den 1960er Jahren entwickelte, detaillierte Rekonstruktion der Bauplan-Evolution der Tiere. Sie nahm ihren Anfang, als der Biologe Wolfgang F. Gutmann die Evolution der Chordata auf morphologischer Basis rekonstruierte, indem er nicht nur die Funktionalität jedes einzelnen evolutiven Zwischenschrittes argumentativ zu sichern versuchte, sondern auch konstruktive Ökonomisierungen und dadurch bewirkte Spezialisierungen (makroevolutive Trends) im Einzelnen darlegte. Die hierbei ausgearbeitete "Wurmtheorie" zur Evolution der Chordaten wurde kurze Zeit später in "Hydroskelett-Theorie" umbenannt, als Gutmann nicht nur die Chordatiere, sondern auch noch zahlreiche weitere Stammlinien des Tierreiches, die ein Hydroskelett aufweisen, auf Grundlage seiner neuen Modellierungen in einen phylogenetischen Zusammenhang brachte. Das Ergebnis waren mehrere detaillierte Ableitungen (evolutionsgeschichtliche Rekonstruktionen) von Tiergruppen wie den Enteropneusta, Tunicata, Acrania, Phoronida und Nematoda. Ausgehend von der Erkenntnis, dass flüssigkeitsgefüllte Hohlräume im Körper von Organismen mechanisch äußerst sensible und bei makroevolutiven Umbauten nicht beliebig veränderbare Konstruktionsbestandteile sind, behauptete Gutmann, dass das Hydroskelett letztendlich eine die Evolution und „Evolutionsrichtung“ bestimmende Komponente darstelle. Die zentralen Aussagen wurden von ihm 1972 als Band 21 in der Reihe „Aufsätze und Reden der Senckenbergischen Naturforschenden Gesellschaft“ publiziert. Im Jahr 2003 erfolgte im Jahrbuch für Geschichte und Theorie der Biologie eine Neuauflage mit einem ausführlichen Vorwort durch Michael Weingarten und Mathias Gutmann.

## Auseinandersetzungen in der Zoologie und Evolutionsbiologie
Der im Jahr 1972 als „Hydroskelett-Theorie“ publizierte Text basierte auf dem 1970 während des 15. Phylogenetischen Symposiums in Erlangen gehaltenen Vortrag zum Thema „Das Archicoelomaten-Problem“. Dort wurden zwei Grundsatzreferate gehalten, eines von Werner Ulrich und eines von Wolfgang F. Gutmann. Die Diskussionsleitung zu dem Symposium hatte Günther Osche.
Beim Archicoelomaten-Problem ging es um die Frage, ob bestimmte als „urtümlich“ angesehene Formen mit (üblicherweise) drei Coelomräumen (Trimerie) an der Wurzel der beiden Tier-Großgruppen stünden, die man als Protostomier und Deuterostomier bezeichnet. Diese Theorie hatte sich seit den 1940er Jahren zu einer Art Lehrbuchvorstellung innerhalb der deutschen Zoologie entwickelt, besonders durch die Arbeiten des Kieler Zoologen Adolf Remane. Wolfgang Gutmanns Hydroskelett-Theorie besagte das Gegenteil: An der Wurzel der beiden Großgruppen stünde ein ringelwurmartiger Bauplan mit einer Vielzahl hintereinander angeordneter Coelomräume, diese Organisation repräsentiere das urtümliche Hydroskelett der Bilateria. Aus den beiden Theorien resultierten konträre Stammbäume für das Tierreich, insbesondere da in Gutmanns Stammbaum viele Szenarien einer evolutiven „Höherentwicklung“ oder „Komplexitätszunahme“ verschwanden und stattdessen zahlreiche Linien eine sekundäre Vereinfachung (oft auch verbunden mit Verkleinerung der Körpergröße, „Verzwergung“) enthielten. 
Die Folge war ein heftiger und über mehrere Tage geführter Streit unter den Teilnehmern des 15. Phylogenetischen Symposiums. Üblicherweise wurden im Nachgang zu den Symposien die Referate publiziert. Im Falle des 15. Phylogenetischen Symposiums wurde die von W. F. Gutmann vorbereitete Publikation zunächst verzögert und schließlich in dem ursprünglich vorgesehenen Organ ganz verhindert, so dass das Referat, welches noch den Titel „Das Archicoelomaten-Problem“ trug, erst zwei Jahre später in Band 21 der Aufsätze und Reden der Senckenbergischen Naturforschenden Gesellschaft publiziert wurde. Gutmann nutzte diesen Umstand dahingehend, dass er Fragen aus der mündlichen Diskussion, die während des Erlanger Symposiums an ihn gerichtet worden waren, in Form von Anmerkungen und Fußnoten in den Text aufnahm, da der Verlauf der Debatte seiner Meinung nach speziell von Adolf Remane später nicht präzise wiedergegeben worden war.

## Weitere Entwicklung der Hydroskelett-Theorie
W.F. Gutmann arbeitete das im Rahmen seiner angestrebten Widerlegung der Archicoelomaten-Theorie gelegte Fundament in den Folgejahren weiter aus. Insbesondere betonte er den Punkt, dass seine Betrachtung der Tierbaupläne und die daraus entwickelten Stammbäume nicht über den Vergleich von Einzelmerkmalen der Organismen, sondern ihrer Gesamtkonstruktion erfolgten: In der Evolution würden nicht Merkmale ausgetauscht, sondern funktionelle Gesamtkonstruktionen schrittweise umgewandelt (denn Dysfunktionalität bedeutet Tod oder zu schwere Nachteile in der Konkurrenzsituation mit ökonomischen Konstruktionen). Konsequenterweise mündete diese neue Sicht- und Arbeitsweise in der Formulierung einer neuen Evolutionstheorie, die unter dem Titel Kritische Evolutionstheorie im Jahr 1981 als Buch publiziert wurde. Später wurde die Kritische Evolutionstheorie dann zur Frankfurter Evolutionstheorie weiterentwickelt.
Obwohl Vertreter der Theorie noch 2007 behaupteten, sie hätten wesentliche Erkenntnisse der heutigen phylogenetischen Systematik mit ihren Methoden bereits vorhergesagt spielt die Hydroskelett-Theorie in der heutigen Evolutionstheorie keine Rolle. Der wissenschaftliche Disput betrifft gleichermaßen die heute als überholt geltende Archicoelomaten-Theorie wie auch andere überholte Hypothesen. Auch im Rahmen der Hydroskelett-Theorie aufgestellte, ausgefeilte Thesen zur Entstehung der Metamerie von Körperbauplänen, mit der Rekonstruktion eines bereits metamer organisierten "Ur-Bilateriers" gelten aufgrund später hinzugekommener Erkenntnisse als überholt. Heutige Lehrmeinung ist, dass die metamere Organisation (und spätere Segmentierung) bei den Ringelwürmern (Annelida) und Gliederfüßern (Arthropoda) einerseits und (in abgewandelter Form postuliert) bei den Chordatieren (Chordata) andererseits, trotz gewisser Ähnlichkeiten, sowohl genetisch als auch entwicklungsbiologisch wohl auf verschiedene, voneinander unabhängige Weise erreicht worden sei. Die damals weithin und auch von Evolutionsbiologen anderer theoretischer Ausrichtung vertretene Auffassung, vor allem die Entwicklung des Coeloms (und damit des Hydroskeletts) sei für die Evolution der Metazoa ein zentraler Faktor gewesen, hat sich nach dem derzeitigen Stand des Wissens als unzutreffend herausgestellt und wird heute nicht mehr vertreten.